# 87号美国国道
87号美国国道（英語：U.S. Route 87）是一条南北方向的美国国道。该公路连接了德克萨斯州拉瓦卡港和蒙大拿州哈佛，全长1,998英里。